# Колиматор
Колиматор (от френски: collimateur) е устройство, което превръща поток от частици или лъчи в успоредни снопове.
Намира приложение в редица области. В медицината например колиматорът може се използва в рентгените, за да се ограничат лъчите само до изследваната област и да не засегнат съседни области. Среща се в оръжейни аксесоари и други.